# Грайналоун
Гра́йналоун (исл. Grænalón) — озеро в южной части Исландии, подпираемое ледником Ватнайёкюдль. Площадь в середине XX века составляла 17 км².
С начала XX века потеряло 75 % объема, утратило значительную часть своего гидравлического потенциала.
Гидрологический режим сложный: описано три варианта дренажа (выхода воды). Первый известный йёкюльхлёйп здесь произошёл ещё в 1201 году. Цикличность и величина йёкюльхлёйпов различается.